# Dwight Yorke
Dwight Eversley Yorke (født 3. november 1971 i Canaan, Tobago) er en tidligere fodboldspiller fra Trinidad og Tobago. Yorke nåede i sin karriere at spille for klubber som Sunderland, Tobago United, Aston Villa, Manchester United, Blackburn Rovers, Birmingham City og Sydney.
Sammen med sin landsmand Russell Latapy og Pat Jennings, den tidligere nordirske målmand, har Dwight Yorke rekorden for flest deltagelser i forskellige VM-turneringer, det omfatter også kvalifikationsrunden – seks i alt (VM i fodbold 1990, VM i fodbold 1994, VM i fodbold 1998, VM i fodbold 2002, VM i fodbold 2006, VM i fodbold 2010).
Dwight Yorke blev kaldt øgenavnet 'The Smiling Assassin', på grund af hans scoringsevner og også at han konstant smiler.